# Ecologismo libertário
O ecologismo libertário, também conhecido como anarquismo verde ou ecoanarquismo, é um campo de teorias e práticas anarquistas e libertárias focado na relação entre humanos e não-humanos, no diagnóstico e solução da crise ecológica, na organização econômica, e nos conflitos socioambientais em geral, como também na dimensão biológica e ecológica da liberdade. Apesar da problemática ambiental ter surgido propriamente em torno da metade do século XX, o interesse dos libertários por questões relacionadas remonta à formação dessa corrente dentro do movimento socialista - como, por exemplo, na questão agrária e na organização revolucionária dos camponeses e trabalhadores agrícolas, no lugar do desenvolvimento e da industrialização na economia socialista (debatido já na AIT), nas escalas da organização econômica e sua relação com o federalismo, e na emergência da inteligência e complexidade na biologia e ecologia (debatido já em Piotr Kropotkin, na teoria do Apoio Mútuo). O ecologismo libertário tornou-se mais explícito e articulado contemporaneamente, sendo uma presença na filosofia ambiental através da ecologia social, nos debates sobre o Decrescimento (economia), na ecologia política, e nos movimentos de libertação animal.

## História
As teorias e debates sobre a crise ecológica, e a própria formação dessa categoria de ambiente, são canonicamente atribuidas ao meio intelectual e político das décadas de 1960 e de 1970, tendo como marco literário e jornalístico a obra de Rachel Carson, Silent Spring. Nesse contexto, o campo emergente da filosofia ambiental veio a ser identificada no mundo anglófono com a ética ambiental como também com a ecologia profunda enquanto corrente exemplar do movimento. À esse contexto é atribuida o pioneirismo da crítica ao mecanicismo cartesiano, ao dualismo metafísico e ao antropocentrismo. Essa genealogia, porém, é contestada por autores que apontam a existência de uma crítica prévia, já estabelecida no século XIX, dessas elaborações filosóficas canônicas, contendo inclusive manifestações proto-ambientalistas. Entre esses críticos pioneiros figuram alguns anarquistas, começando por Bakunin e seu evolucionismo naturalista, que será mais tarde refinado por gerações seguintes de teóricos e militantes anarquistas.
Para o autor anarquista Brian Morris, a 'onda ecológica' da década de 1960 era já uma 'segunda onda', da mesma maneira que ocorreu com o feminismo, e não a súbita emergência do paradigma 'ecológico'. Essa primeira onda já se engajava com uma preocupação ecológica diante de fenômenos como a erosão do solo, a diminuição da biodiversidade, o esgotamento dos bens naturais, como também a crescente poluição, contaminação e doenças no ambiente urbano degradado pelo capitalismo industrial. A formação do anarquismo se deu, portanto, imersa nesse proto-ambientalismo do século XIX, e possuia inserção nos meios de 'retorno à terra', com figuras de tendência libertária como Leo Tolstoy, William Morris, Edward Carpenter. Estavam também profundamente influênciados como os efeitos da teoria da seleção natural para o lugar do humano no ordem ecológica. Uma outra importante influência no anarquismo verde é o pensamento do anarcoindividualista Henry David Thoreau e seu livro Walden, onde defende uma vida simples e autossuficiente, integrada ao ambiente natural, resistindo ao avanço da industrialização. 

### Kropotkin e o Apoio Mútuo

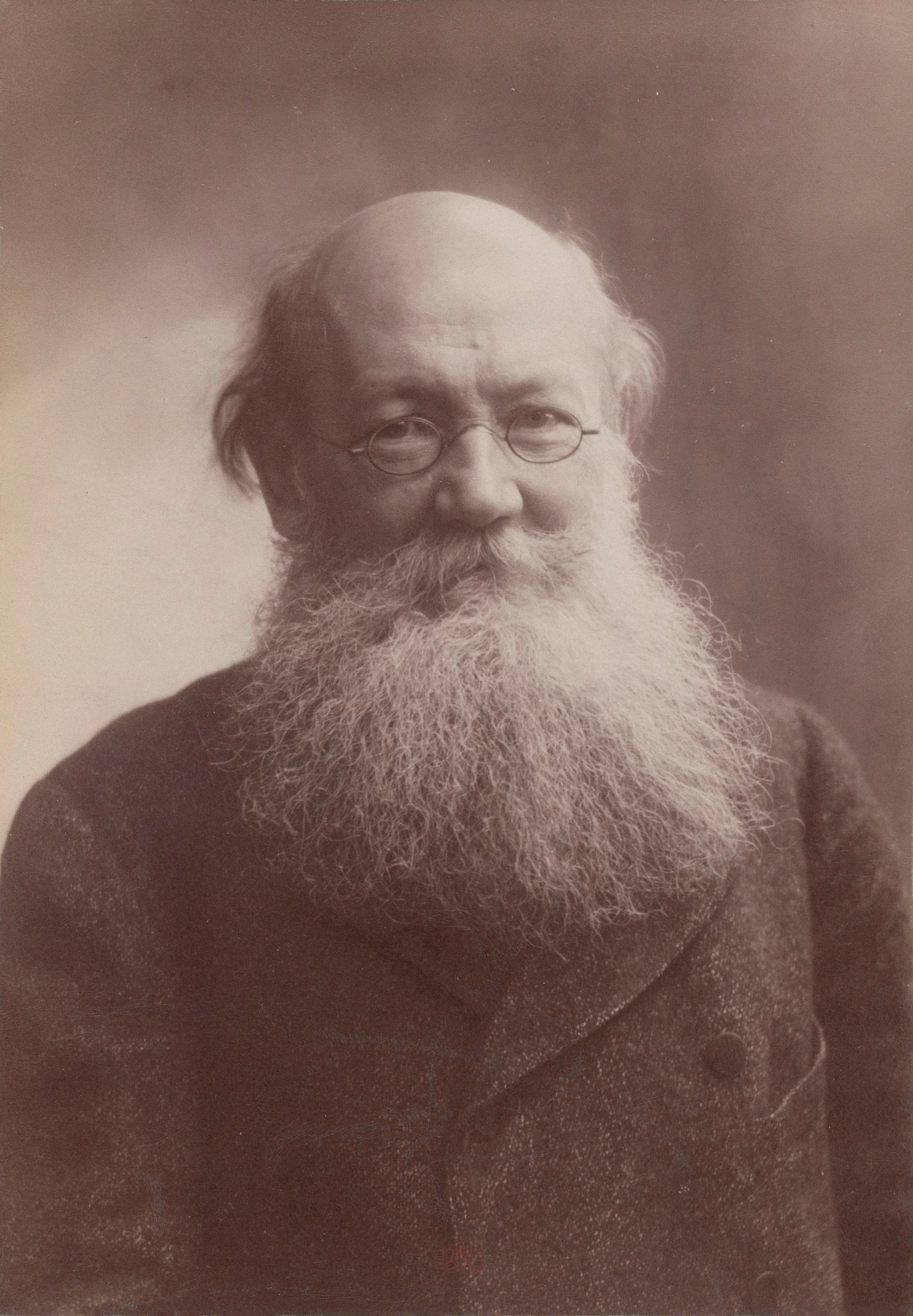
Piotr Kropotkin, uma das primeiras figuras ambientalistas e predecessora da tendência anarquista verde.

O geógrafo Piotr Kropotkin é frequentemente tomado como ponto de partida para uma reflexão ecológica libertária, devido ao seu engajamento crítico com a teoria da seleção natural, com as ideias evolucionistas, e suas consequências sociais. Em sua publicação de 1902,  Mutualismo: Um Fator de Evolução, Kropotkin critica as concepções de evolução centradas na competição, e contrapõe à isso a importância da simbiose e da solidariedade dentro e fora das categorias de espécie.
Historiadores das ciências biológicas traçam a origem da teoria moderna da simbiose às reações por parte de socialistas e anarquistas à emergência da economia de mercado no século XIX. O termo mutualismo vem das sociedades de ajuda mútua fundadas na França após a revolução [Boucher 1985a, 17]. Mutualismo significa "diferentes tipos de organismos ajudam uns aos outros" [Boucher 1985a, 2]. Entre os primeiros proponentes de uma visão simbiótica estava o Príncipe Kropotkin, um aristocrata russo, anarquista e socialista. Kropotkin escreveu um livro intitulado Apoio Mútuo, cujo proposito era contestar a ideia Darwinista de sobrevivência do mais adequado
Dessa maneira, Kropotkin localiza a origem da colaboração social no continuum da vida biológica, sendo uma força no desenvolvimento da complexidade ecológica, deslocando as interpretações competitivas, eugenistas e reacionárias do darwinismo social de sua época. O federalismo deveria igualmente se adequar às possibilidades da terra, e principalmente às escalas mais adequadas ao seu cultivo, articulando cadeias produtivas curtas ou longas de acordo com as necessidades específicas dos produtos.
O pensamento de Kropotkin, por outro lado, é já um desenvolvimento substâncial do evolucionismo naturalista presente em Bakunin, enfatizando a complexa relação dialética entre a dimensão natural e social da vida humana, como também a atitude ética e estética do humano para com a natureza, além do interesse econômico. Presente também nesses autores era uma prévia da concepção de 'bioregiões' como categorias relevantes para determinar as escalas da organização econômica.

### Élisée Reclus
Élisée Reclus, outro geógrafo notório tanto na disciplina quanto na tradição libertária, também se destaca por suas considerações sobre a relação entre sociedade e natureza. Para José Maria Ferreira, Reclus foi um dos precursores da ecologia libertária por ter pensado que:
O progresso civilizatório da espécie humana implica um equilíbrio ecossistêmico com todas as espécies animais e vegetais. Esse equilíbrio passa pela domesticação e a aprendizagem com todas as espécies animais e vegetais, não as
olhando nem as entendendo como espécies externas à espécie humana, mas internas aos desígnios de emancipação social.
Reclus era vegetariano, e elaborou o conceito de Grande Família para aproximar a existência humana dos outros seres a que estamos ligados. Ele via no capitalismo um impulso para a coisificação e desvalorização dos seres não-humanos.

### Ecologia social

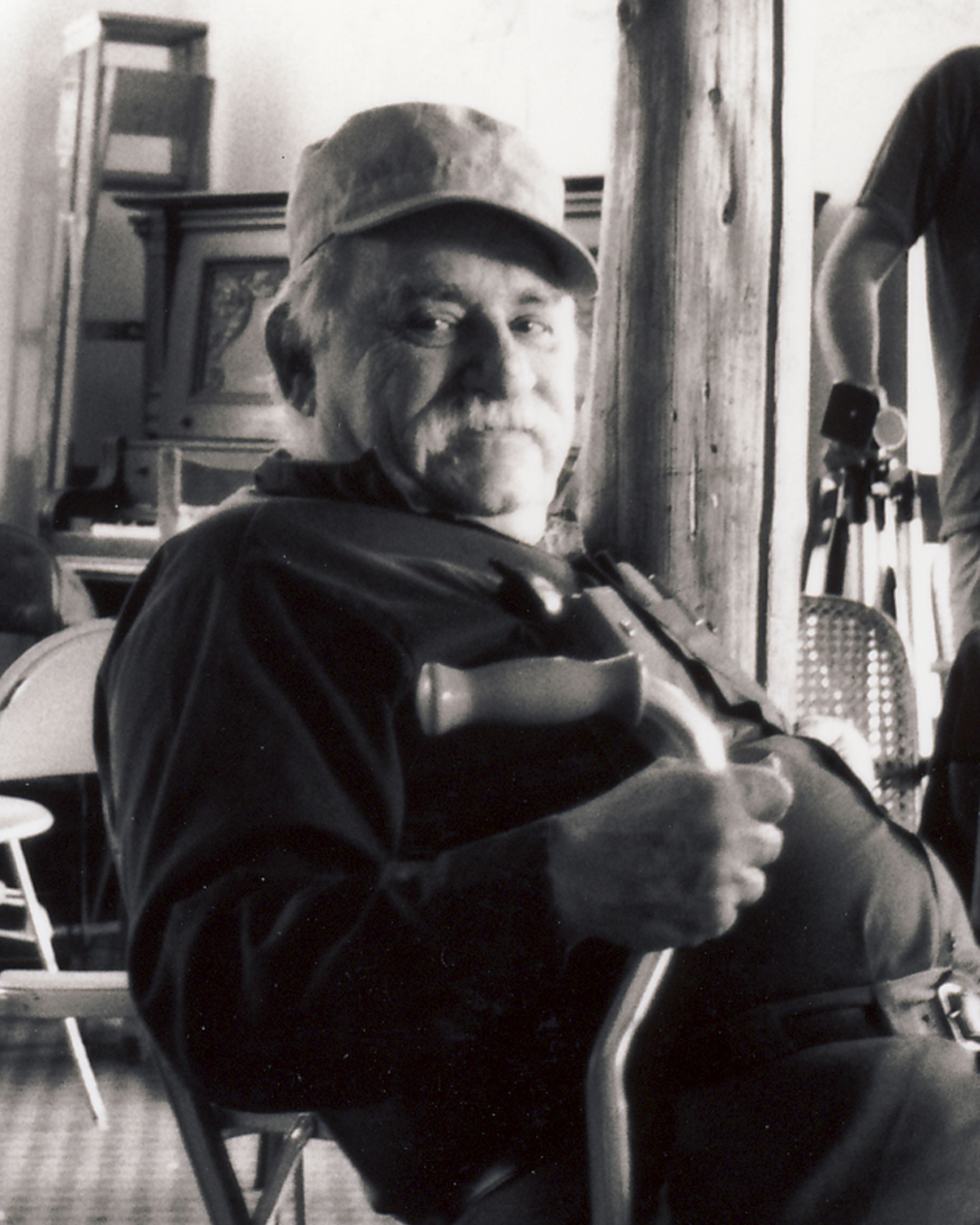
Murray Bookchin, uma figura fundadora do anarquismo verde e o principal proponente da ecologia social

Murray Bookchin é uma figura muito importante para a ecologia libertária, como também para o ambientalismo e a filosofia ambiental em geral, ainda que sua radicalidade política e polêmicas com as grandes correntes do movimento, como a ecologia profunda, tenham motivado sua marginalização dentro das genealogias canônicas. O autor já publicava, no mesmo ano que o marco literário-ambiental Silent Spring, seu livro Our Sintetic Environment (Nosso Ambiente Sintético), sob o pseudônimo de Lewis Herber. Para Janet Biehl, o livro de Bookchin havia trabalhado os mesmos problemas ao mesmo tempo que debatia sobre suas raízes políticas e econômicas, indo além de Carson, ainda assim, o livro foi eclipsado pelo best seller. Ao longo de sua vida, o pensador libertário continuaria à criticar as formulações ortodoxas do socialismo autoritário de sua época, que ele apontava como eurocentricos e economicistas, enquanto também fazia um balanço crítico dos modos libertários de organização, afirmando, por exemplo, o definhamento do sindicalismo revolucionário. Alternativamente, ele propunha o que denominou de ecologia social como estratégia organizativa para o presente, colocando a problemática ambiental e os modos de interação com os seres não-humanos no centro das preocupações sociais e revolucionárias. Essa ecologia social se articulava com sua proposição municipalista de organização por local de moradia e território. Sua magnum opus, A Ecologia da Liberdade, busca articular uma síntese de variadas influências, como a filosofia de Aristóteles, Diderot, Goethe, e Hegel; da tradição Marxista, especialmente os autores da teoria crítica como Marcuse, Theodor Adorno e Horkheimer; a tradição anarquista como apresentada em Bakunin e Kropotkin, e anarco-feminista da obra de Louise Michel e Emma Goldman; como também a 'ecologia social' de Lewis Mumford, René Dubos e Erwin Gutkind. O termo 'ecologia social', inclusive, é tomado emprestado do arquiteto e urbanista de origem germanica-judaica Erwin Gutkind.

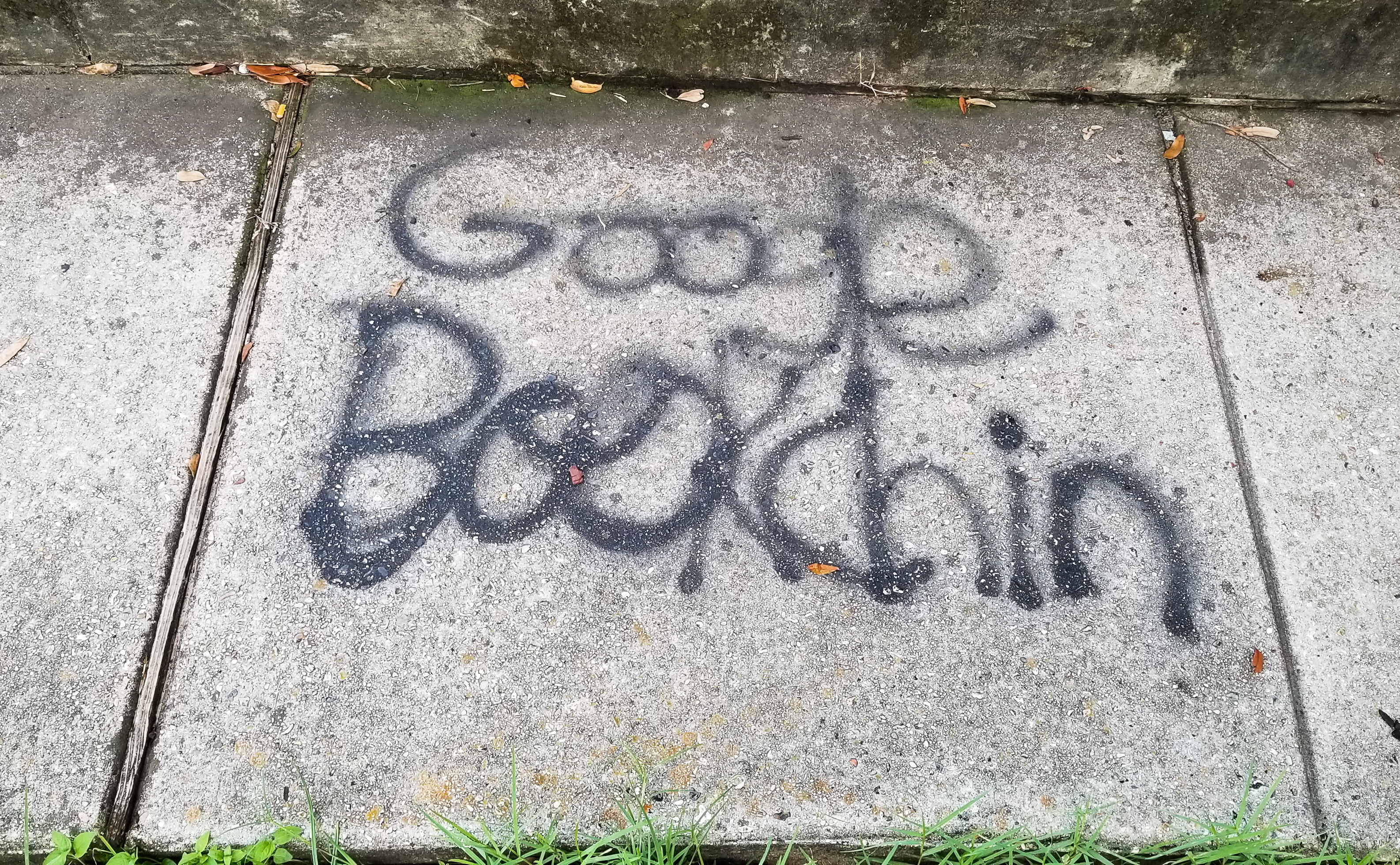
Pesquise por Bookchin, frase que se tornou meme na internet

Bookchin já expressava essa sua sintese da filosofia da natureza do naturalismo evolucionista ou dialético com a filosofia da revolução social libertária no seu ensaio seminal de 1964, intitulado "Ecologia e Pensamento Revolucionário". Esse ensaio elaborava sobre sua exposição anterior das raízes da crise ambiental em 1962, no 
livro Our Sintetic Environment (Nosso Ambiente Sintético), sob o pseudônimo de Lewis Herber, onde Bookchin já associava temas ambientais - a poluição atmosférica, como também dos rios e corpos d'água; a limitação da agricultura industrial diante dos efeitos colaterais e perversos dos pesticidas e fertilizantes artificiais; a destruição da biodiversidade; o problema dos compostos químicos na alimentação humana, e seus efeitos sobre a saúde; a degradação da vida urbana em razão da favelização, da crise do transporte, da super-concentração e poluição; os perigos inerentes à energia nuclear; e enfim a produção do aquecimento global em razão do uso de combustíveis fósseis e da emissão correspondente de gases do efeito estufa. A presciência e abrangência do pensamento ecológico em Bookchin é frequentemente subestimada ou negada. E buscava, sobre tudo isso, demonstrar a origem social e política da crise, o capitalismo, e criticava as explicações misantrópicas de outras correntes ambientalistas que não distinguiam a existência de diferentes formações sociais humanas na história, e insistiam consequentemente em reificar uma noção de 'humanidade' que ele considerava acritica e superficial. Para Bookchin, em Nosso Ambiente Sintético, a crise ecológica:
resulta não da ganância meramente, mas de um sistema orientado ao mercado onde tudo é reduzido à mercadoria... e em que toda a dinâmica econômica é centrada na acumulação do capital. Portanto, a sociedade predominante é inerentemente anti-ecológica.
Diante disso, Bookchin não promove o primitivismo nem concepções redutivas de tecnologia, mas afirma a necessidade de reorganizar a economia e restaurar a técnica para novos propósitos e escalas humanas. Ele permaneceu um crítico da total rejeição da técnica como é manifesto no anarcoprimitivismo.
Essas ideias tiveram repercussão nas práticas e orientações do movimento curdo revolucionário, em particular na liderança do PKK, Abdullah Öcalan, e formam uma influência vigente nos modos de autogestão em Rojava.

#### Crítica da Ecologia Profunda
A notória distinção feita por Arne Naess sobre a ecologia rasa em contraposição à profunda não é muito diferente da crítica que Murray Bookchin faz ao 'ambientalismo' enquanto um termo para a seção reformista do movimento ecológico, interessada mais na manutenção da estabilidade 'natural' em vista da permanência da atual economia capitalista de exploração de recursos. A ecologia profunda, conhecida por aglutinar uma coleção de 'influências' que vão de 'espiritualidades orientais', ao 'animismo primitivo' e figuras como Gandhi, também costumava incluir, inicialmente, Kropotkin e Bookchin. Não obstante, ao longo da década de 1980, Bookchin se tornou mais explicitamente crítico com o movimento ambientalista e feminista marjoritário, publicando críticas da 'ecologia mística' que ele encarava com desapreço, considerando-a como um mero conjunto de pedaços para um culto atavistico New age. Bookchin começou a fazer comentários cada vez mais explícitos sobre as afirmações misantrópicas e racistas de adeptos da ecologia profunda.
Em um congresso do movimento verde estadunidense, organizado em Amherst, Massachusetts, em junho de 1987, Bookchin aproveitou sua fala para lançar um ataque à ecologia profunda, que foi mais tarde publicado em texto sob o título de Ecologia Social versus Ecologia Profunda: Um Desafio para o Movimento Ecológico. Em sua fala Bookchin distingue três tendências no movimento - os 'eco-tecnocratas' (dos quais ele é crítico); a ecologia social (sua própria abordagem); e a ecologia profunda, que ele criticou duramente por seu ecletismo desorientador, pelo biocentrismo que levava à misantropia, pelo absorção de um espiritualismo, e pelo seu 'neo-malthusianismo' implícito cheio de possibilidades perversas.
Bookchin era especialmente incomodado com a tendência da ecologia profunda de advogar um novo tipo de 'pecado original' em que uma 'humanidade' indiferenciada é vista como uma força destrutiva que ameaça a própria sobrevivência da vida na terra. Isso tem como efeito, ele argumenta, divorciar a crise ecológica e os problemas ecológicos da vida social - especificamente as corporações capitalistas, o Estado burocrático, ou qualquer outra forma de dominação social - e atribuir esses problemas à uma 'humanidade' coletiva que polui o meio ambiente, popula em excesso a terra, devora os recursos naturais, e destrói as áreas silvestres. Enquanto uma espécia biológica motivada por ganância e vontade de destruir (um 'Homo devastans'), o homem tem a responsabilidade maior pela crise ecológica. Dessa maneira, Bookchin argumentou, os ecologistas profundos tendem à obscurecer completamente as raízes sociais dos problemas ecológicos.

## Anarquismo vegano
Anarcoveganismo é uma filosofia política do veganismo (mais especificamente, os direitos dos animais) e anarquismo, a criação de uma práxis combinada que é projetada para ser um meio de revolução social.  Isso abrange ver o estado como desnecessário e prejudicial aos animais, tanto humanos quanto não humanos, enquanto praticando um estilo de vida vegano. Ou é percebido como uma teoria combinada, ou como ambas as filosofias sendo essencialmente as mesmas. É ainda descrito como uma perspectiva antiespecista de anarquismo verde, ou uma perspectiva anarquista da libertação animal.
Anarcoveganos, normalmente, veem dinâmicas opressivas e interligadas no seio da sociedade (de estatismo, racismo e sexismo a supremacia humana) e redefinem o veganismo como uma filosofia radical que vê o Estado como prejudicial para os animais.
Ideologicamente, é um movimento em defesa dos seres humanos, dos animais e da liberação da Terra, tudo isto sendo considerado como parte da mesma luta. Aqueles que acreditam no anarcoveganismo podem ser contra ou a favor de mudanças em relação ao tratamento dos animais, apesar de não definirem metas para mudanças dentro da lei.

### Português
- Dos Santos, Kauan Willian W. (2021). «Verde e Preto: Ideias e Experiêcnias Aanarquistas e Socialistas Libertárias diante das Questões Eecológicas, Ambientais e Agrárias». REVISTA ESTUDOS LIBERTÁRIOS – UFRJ. 03 (08). Consultado em 16 de julho de 2022
- Targa, Dante Carvalho (2021). «PARA UMA GENEALOGIA DA FILOSOFIA AMBIENTAL». RevistaPeri. 13 (02). Consultado em 11 de julho de 2022

### Inglês
- Jakobsen, Ove Daniel (2018). Anarchism and ecological economics: A transformative approach to a sustainable future [Anarquismo e Economia Ecológica: Uma abordagem transformativa para um futuro sustentável] (em inglês). [S.l.]: Routledge. ISBN 9780429486876

- M’Gonigle, R. Michael (1999). «Ecological economics and political ecology: towards a necessary synthesis». Ecological Economics. 11 (26). Consultado em 16 de julho de 2022

- Watkins, John P. (1998). «Towards a Reconsideration of Social Evolution: Symbiosis and its implications for economics». Journal of Economic Issues. 32 (1). Consultado em 16 de julho de 2022
- Price, Andy (2012). «Capítulo 12: Social Ecology». In:  Kinna, Ruth. The continuum companion to anarchism. [S.l.]: Continuum. pp. 100–110
- Morris, Brian (2017). «Capítulo 13: Anarchism and Environmental Philosophy». In:  Jun, Nathan J. Brill's Companion to Anarchism and philosophy. [S.l.]: Brill. pp. 369–400